# Trichotheca
Trichotheca là một chi bọ cánh cứng trong họ Chrysomelidae.
Chi này được miêu tả khoa học năm 1860 bởi Baly.

## Các loài
Các loài trong chi này gồm:
- Trichotheca annularis Tan in Tan & Wang, 1981
- Trichotheca attenuata Tang, 1992
- Trichotheca bicolor Tan, 1988
- Trichotheca dentata Tan in Tan & Wang, 1981
- Trichotheca elongata Tan, 1988
- Trichotheca flavinotata Tan in Tan & Wang, 1981
- Trichotheca nuristanica Medvedev, 1985
- Trichotheca rufofrontalis (Tang, 1992)
- Trichotheca sikkimensis Takizawa, 1987
- Trichotheca similis Tang, 1992